# Cornigliano

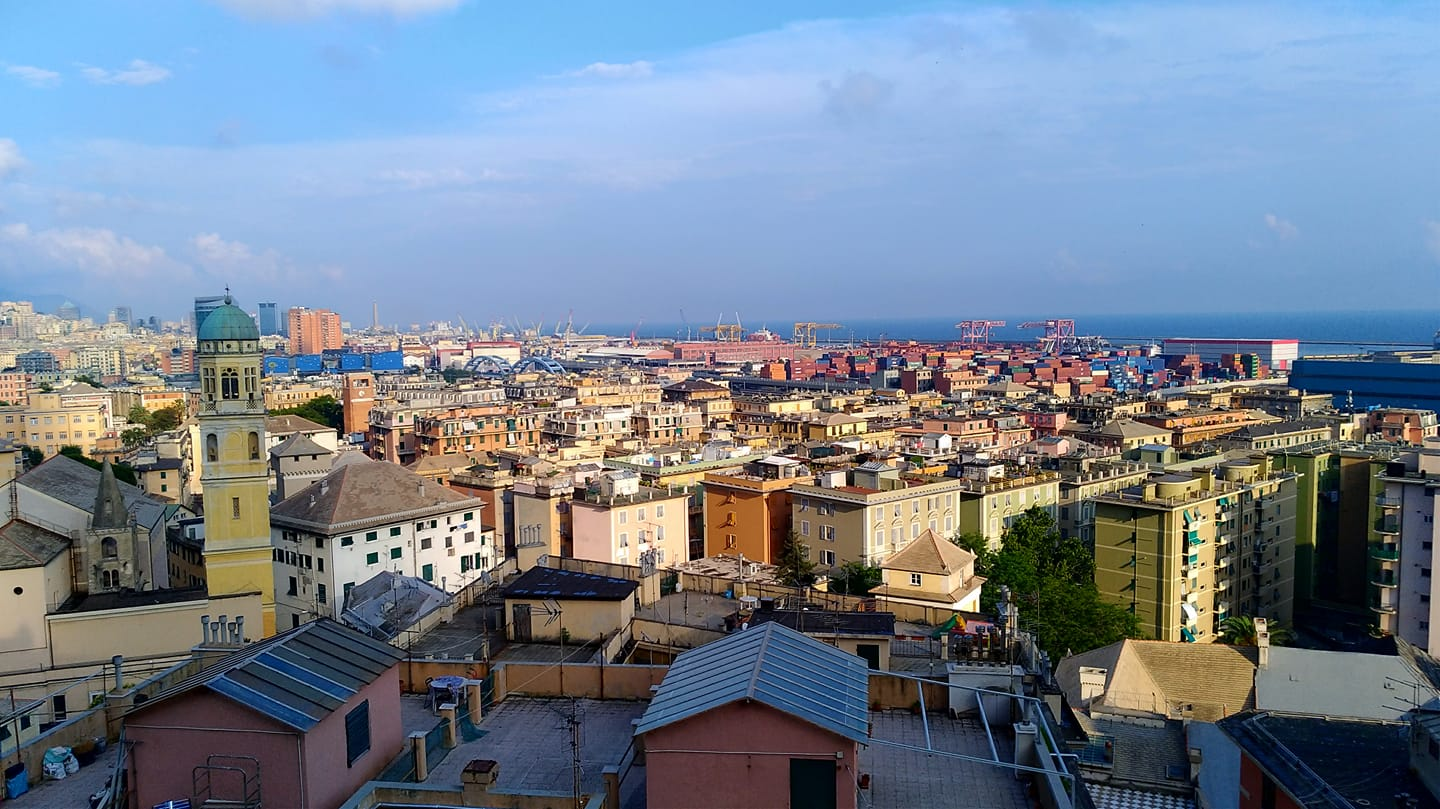
Blick auf Cornigliano von der Via Col di Lana.

Cornigliano oder Cornigliano Ligure (der offizielle Name, als es bis 1926 eine eigenständige Gemeinde war) ist ein Stadtteil von Genua, Italien. Der Stadtteil liegt im westlichen Bereich (Ponente) der Stadt, zwischen den beiden Vierteln Sampierdarena und Sestri Ponente.
Verwaltungstechnisch gehört Cornigliano zu dem Munizip VI Medio Ponente. Die Ortsteile des Viertels selbst sind Cornigliano und Campi, welche zusammen eine Bevölkerung von 15.282 erreichen.

## Verkehr

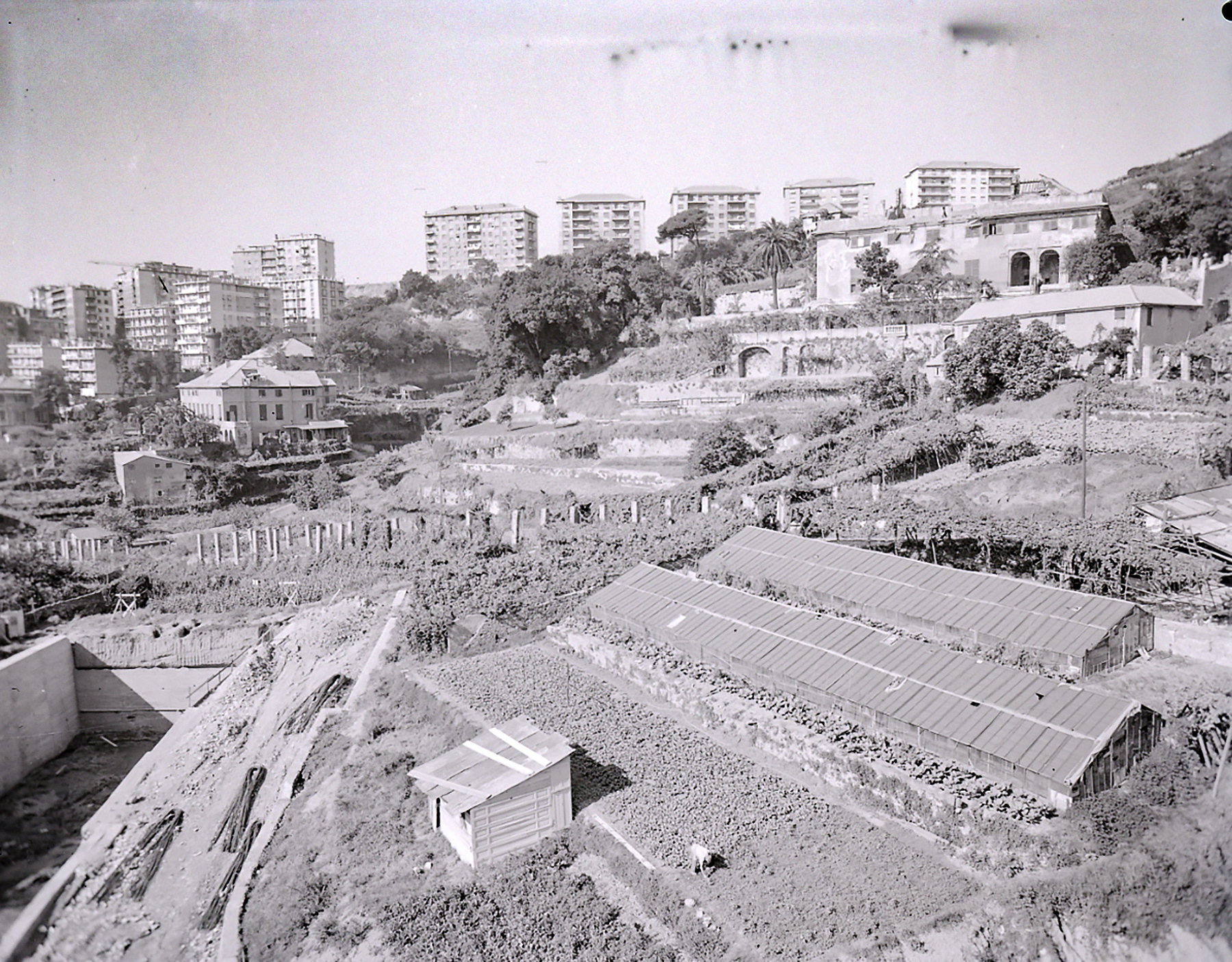
Cornigliano in a 1963. Foto von Paolo Monti

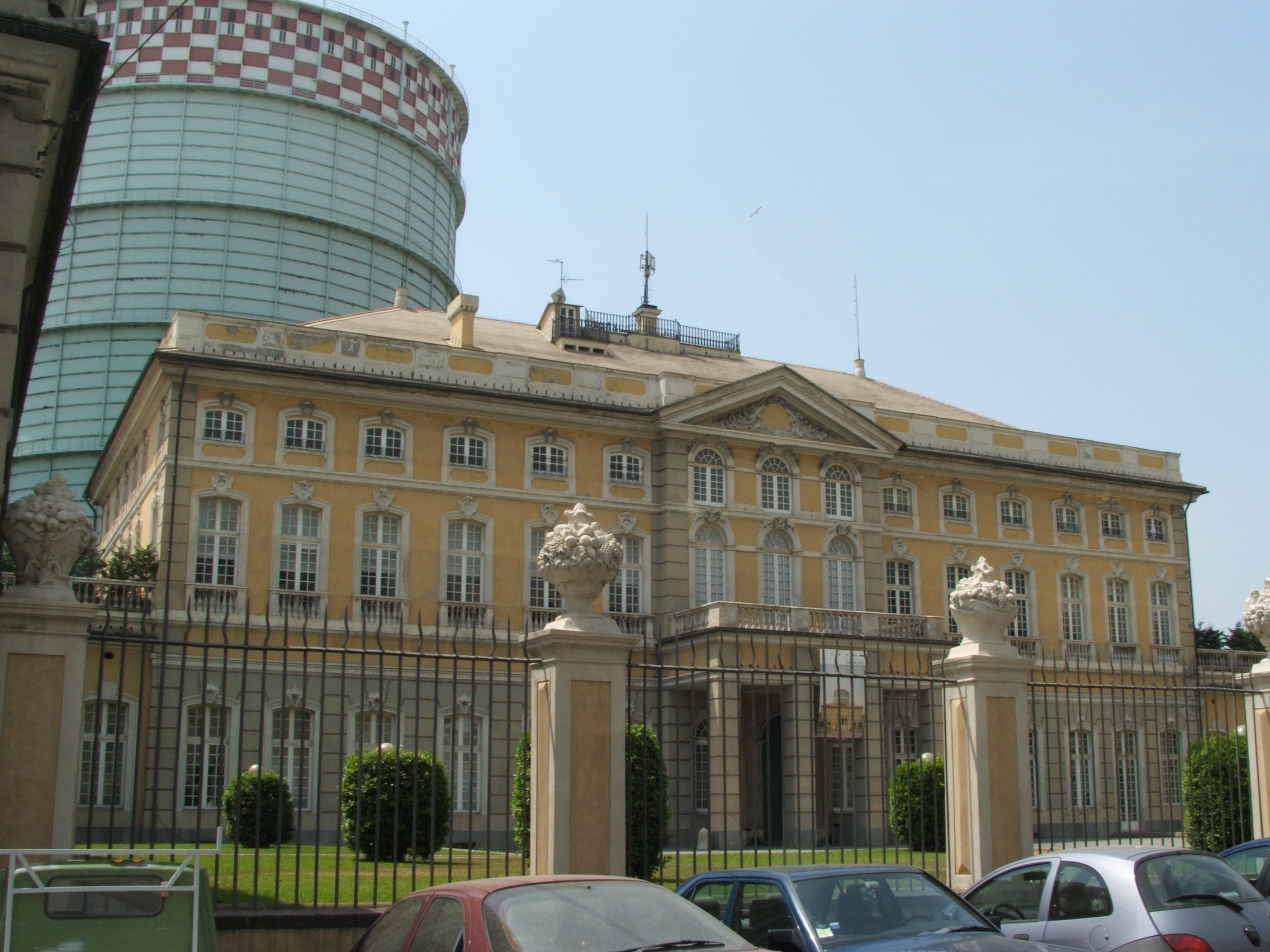
Eine typische Ansicht Corniglianos (Villa Bombrini)

Cornigliano wird von der Staatsstraße 1 (Strada Statale), der Via Aurelia, durchquert. Im nördlichen Teil des Viertels beginnt die Autobahn A10 auf dem Polcevera-Viadukt mit der Hauptverbindung Genua—Ventimiglia, welche über den Autobahnzubringer Flughafen Genua bei Sestri Ponente zu erreichen ist.
An den Schienenverkehr ist das Stadtviertel durch den Bahnhof an der Bahnstrecke Ventimiglia–Genua angebunden. Derzeit werden Pläne zum Abriss dieses Bahnhofs und einem Neubau in weiter östlich gelegener Gegend (näher am heutigen Stadtviertelzentrum gelegen) diskutiert.
Am Vorplatz des Bahnhofs befindet sich eine Haltestelle des AMT Volabusses, einem Shuttleservice zwischen dem zentralen Bahnhof Genova Piazza Principe und dem Flughafen Cristoforo Colombo.
Das Viertel, das historisch gesehen bis zur ersten Hälfte des 20. Jahrhunderts ein Ferienort für adlige und wohlhabende Familien des Genueser Bürgertums war, hat nach mehr als einem halben Jahrhundert einer starken industriellen Ausrichtung seit den 2010er Jahren bedeutende städtebauliche Aufwertungen erfahren.

## Söhne und Töchter
- Pedro Massa (1880–1968), Ordensgeistlicher, Prälat von Rio Negro in Brasilien
- Marcello Casanova (1901–1981), Ruderer